# Stefan Mundlos
Stefan Mundlos (* 9. Juni 1958 in Marburg an der Lahn) ist ein deutscher Humangenetiker und seit 2009 Direktor des Instituts für Medizinische Genetik und Humangenetik der Charité – Universitätsmedizin Berlin.

## Leben
Stefan Mundlos studierte an der Georg-August-Universität Göttingen, der University of California, San Diego (UCSD), am Walter and Eliza Hall Institute in Melbourne, Australien und der Ruprecht-Karls-Universität Heidelberg Medizin und wurde 1987 an der Philipps-Universität Marburg zum Dr. med. promoviert. Nach der Facharzt-Weiterbildung an der Universitätskinderklinik der Johannes Gutenberg-Universität Mainz wurde er 1992 Facharzt für Pädiatrie, war anschließend Postdoc am Royal Children´s Hospital and Murdoch Institute for Research into Birth Defects der University of Melbourne in Melbourne, Australien, sowie beim Department of Cell Biology der Harvard Medical School in Boston, USA und wurde dann Assistenzarzt und später Oberarzt an der Universitätskinderklinik der Johannes Gutenberg-Universität Mainz. Im Jahr 1997 habilitierte er sich an der Johannes Gutenberg-Universität Mainz, wurde 1998 Facharzt für Humangenetik und 1999 Professor für Entwicklungsgenetik am Institut für Humangenetik der Ruprecht Karls-Universität Heidelberg.
Stefan Mundlos wurde im Jahr 2000 nach Berlin auf die Professur für Medizinische Genetik an der Charité – Universitätsmedizin Berlin berufen. Er ist Leiter des Instituts für Medizinische Genetik und Humangenetik der Charité, Berlin und Leiter der Forschergruppe Development & Disease am Max-Planck-Institut für molekulare Genetik, Berlin.
Er erforscht genetisch bedingte Fehlbildungen des Skeletts und seltene Knochenerkrankungen und widmet sich dabei der Frage, wie die Regulation der Genaktivität die menschliche Entwicklung beeinflusst und warum es zu Erkrankungen und Fehlbildungen kommt. 
Am 27. Oktober 2004 wurde Stefan Mundlos in der Sektion Humangenetik und Molekulare Medizin unter der Matrikel-Nr. 6999 als Mitglied in die Deutsche Akademie der Naturforscher Leopoldina und 2014 als Mitglied in die Berlin-Brandenburgische Akademie der Wissenschaften aufgenommen. Im Jahr 2017 wurde er Mitglied der European Molecular Biology Organization (EMBO) und Ende 2017 wurde er vom Senat der Max-Planck-Gesellschaft (MPG) zum Auswärtigen Wissenschaftlichen Mitglied am Max-Planck-Institut für molekulare Genetik berufen.

## Auszeichnungen
- 1997 Friedrich-Linneweh-Preis zur Förderung des wissenschaftlichen Nachwuchses in der Pädiatrie
- 1997 Adalbert-Czerny-Preis der Deutschen Gesellschaft für Kinderheilkunde
  - Untersuchungen zur molekularen Pathogenese erblicher Skeletterkrankungen. Der Einfluß von Hoxd13 und Cbfa1 auf Musterbildung und Gestalt des Skeletts.[3]
- 2009 Pierre Maroteaux Preis der International Skeletal Dysplasia Society
- 2016 ESHG Award 2016 der European Society of Human Genetics
- 2021 Gregor-Mendel-Medaille der Leopoldina

## Schriften
- Induktion der exokrinen Pankreasinsuffizienz bei der Ratte und deren Diagnostik mittels des Cholesteryloktanoat Atemtests. Dissertation, Universität Marburg, 1986
- Expression Patterns of Matrix Genes During Human Skeletal Development. Progress in Histochemistry and Cytochemistry, 28, 3, 1994
- mit Denise Horn: Limb Malformations. An Atlas of Genetic Disorders of Limb Development. Springer, Berlin, Heidelberg 2014